# 扎布尔省
扎布尔省（波斯語：د زابل ولايت）位於阿富汗南方，與加茲尼省、帕克蒂卡省、庫納爾省、烏魯茲甘省及巴基斯坦相鄰。该省总面积17,343平方公里（6,696平方英里），总人口249,100。
扎布尔省辖有11个县。